# Peter Travers
Peter Travers là một nhà phê bình điện ảnh, nhà báo và người dẫn chương trình truyền hình người Mỹ. Ông hiện đang làm công tác bình luận về điện ảnh cho ABC News và trước đây từng là nhà phê bình phim cho People và Rolling Stone. Travers cũng là người dẫn của chương trình phỏng vấn điện ảnh Popcorn with Peter Travers cho ABC News.

## Tiểu sử
Travers có bằng Thạc sĩ Nghệ thuật bằng tiếng Anh tại trường Đại học New York.

## Sự nghiệp
Travers gia nhập Rolling Stone vào năm 1989 sau bốn năm gắn bó với People. Theo eFilmCritic.com, Travers là nhà phê bình phim nổi bật nhất của Hoa Kỳ. Nhà báo này cũng tỏ ra rất coi thường một số đạo diễn, đặc biệt là Michael Bay và các bộ phim của ông. Travers cũng là người dẫn chương trình cho The New York Film Critics Series, một công ty chuyên tổ chức các cuộc thảo luận và sự kiện trình chiếu trực tuyến. Ông cũng đảm nhiệm vai trò dẫn chương trình cho Popcorn with Peter Travers của ABC News, trong đó ông sẽ phỏng vấn các diễn viên và đạo diễn về các dự án mới nhất cũng như về đời tư của họ. Travers rời Rolling Stone vào năm 2020 và trở thành nhà phê bình phim cho ABC News cùng năm đó.